# Izrael Tykociński
Izrael Tykociński (ur. 1895 w Radzyniu Podlaskim, zm. w sierpniu 1942 w Treblince) – polsko-żydowski malarz, grafik i rysownik.

## Życiorys
Nie zachowały się żadne informacje na temat okresu młodzieńczego, prawdopodobnie jednak pobierał nauki w chederze. Studia rozpoczął w Warszawie, w Szkole Sztuk Pięknych. Tykociński zadebiutował w 1921 na wystawie artystów żydowskich, zaś w 1935 miał wystawę indywidualną w Białymstoku. Należał do Żydowskiego Towarzystwa Krzewienia Sztuk Pięknych, w którym pełnił funkcję sekretarza; oraz tzw. Grupy Pięciu i Grupy Siedmiu. Był również współzałożycielem spółki Kopat, projektującej grafikę reklamową. Był aktywnym artystą aż do wybuchu II wojny światowej, gdy trafił do getta warszawskiego. Znalazł tam wówczas zatrudnienie w fabryce osełek. 25 sierpnia 1942 w ramach Wielkiej Akcji wszyscy pracownicy fabryki zostali wywiezieni do obozu zagłady w Treblince, gdzie zginęli w komorach gazowych. Wówczas najpewniej zginął także Izrael Tykociński.

## Twórczość
Tykociński był reprezentantem nurtu postimpresjonistycznego oraz tzw. ekspresjonizmu żydowskiego. Malował głównie portrety, pejzaże, martwe natury, akty i kwiaty. Specjalizował się w portretach kobiecych. W jego pracach często pojawia się tematyka żydowska, widoczna na przykład w obrazach przedstawiających życie sztetli. W twórczości Tykocińskiego widoczne jest także zainteresowanie kolorami oraz stylizacja postaci podczas portretowania. Krytycy chwalili jego szeroką gamę barwną i duże poczucie kolorystyczne. Tykociński z początku zajmował się rysunkami oraz projektowaniem plakatów i grafiką książkową. Pod koniec lat dwudziestych malował sceny z wielkiego miasta i pejzaże Zakopanego, zaś w latach trzydziestych starał się pogłębić zagadnienia koloru i formy.